# Señoras del (h)AMPA
Señoras del (h)AMPA é uma série de televisão espanhola produzida pela Mediaset España e Producciones Mandarina. Estrelada por Toni Acosta, Malena Alterio, Nuria Herrero e Mamen García, foi apresentado no MIP Drama Festival de Cannes, no qual foi premiado como uma série favorita dos compradores. Sua estréia aberta ocorreu em 19 de junho de 2019 na Telecinco. A partir do episódio 7, a Telecinco decidiu adiar sua programação de transmissão até 23h20, por ocasião da estréia de Toy Boy na Antena 3.

## Enredo
Mayte, Lourdes, Virgínia e Amparo são quatro mulheres residentes no bairro de Carabanchel, Madri, que ficarão impressionadas quando acidentalmente terminarem a vida de Elvira, uma mãe repelente especialista em provocar sua existência durante as reuniões da Associação de Mães e Pais de Estudantes (AMPA) da escola. Incapazes de confessar os fatos, elas acabam involuntariamente gerando uma espiral de violência que os transformará em bandidas perigosas enfrentando criminosos reais.